# Øerne (regional enhed)
 For alternative betydninger, se Øerne. (Se også artikler, som begynder med Øerne)
Øerne (græsk: Περιφερειακή ενότητα Νήσων, Periphereiaki enotita Nison) er en Grækenlands regionale enheder. Det er en del af periferien Attica. Den regionale enhed dækker de Saroniske Øer, en lille del af Peloponnes halvøen, og et par øer ud for Peloponnes østkyst.

## Administration
Den regionale enhed af øer blev oprettet som en del af 2011 Kallikratis regeringsreform. Det er opdelt i 8 kommuner. Disse er: 
- Egina
- Agistri
- Cythera
- Hydra
- Poros
- Salamis
- Spetses
- Troizinia-Methana